# L'Homme à la lettre
L'Homme avec la lettre ou Homme tenant une lettre est une peinture à l'huile sur panneau (35 × 26 cm) du peintre flamand Hans Memling. Elle date de 1480 environ et est conservée à la galerie des Offices de Florence.

## Histoire
L'œuvre, unanimement attribuée à Memling par les critiques, provient des collections Corsini. 
Elle présente des affinités avec le Portrait de Benedetto Portinari (1478-1479) et avec le Portrait d'homme avec une pièce de monnaie romaine, avec lesquels elle a également en commun le paysage du fond, en contraste avec les toiles au fond de couleur unie des portraits plus anciens de Memling.
L'œuvre se trouvait déjà en Italie à la fin du XVe siècle ou au début du XVIe siècle.

## Description et style
Le jeune homme est représenté de trois-quarts, tourné légèrement vers la droite, les yeux regardant presque le spectateur, chose rare chez Memling. 
L'homme est vêtu d'un manteau noir et un béret de la même couleur, avec une chemise blanche. Le visage est très intense, avec une attention très grande pour le rendu des détails. Les cheveux sont bouclés, les yeux bruns et grands, le nez est robuste et un peu courbé, les lèvres charnues, le menton saillant. Typique des œuvres flamandes, le détail du parapet sur lequel l'homme repose sa main tenant une lettre. Cette caractéristique a été largement copiée par des artistes italiens, comme Andrea Mantegna, Giovanni Bellini et Pietro Perugino, parmi les noms les plus illustres.
De chaque côté du visage, on voit un paysage de douces collines en pente en faisant converger les lignes de force sur le visage du sujet. À gauche, on aperçoit une route, un bosquet, une colline avec des arbres, et sur la droite, un lac avec de nombreux arbres et un château. Les objets lointains apparaissent estompés par la brume, selon les règles de la perspective aérienne. Le ciel s'éclaircit vers l'horizon, jusqu'à devenir presque transparent.